# Joan de la Rúbia García
Joan de la Rúbia García (Reus, 5 de juliol de 1952) és un cantant i poeta català.
El seu pare, Víctor de la Rúbia, havia nascut a Almadén, d'una família de miners, i la seva mare, Lucía García, nascuda a la província d'Àvila, havia estat perseguida per la seva lluita antifranquista. Es van instal·lar al carrer de la Galera, prop de la plaça de les Basses, a Reus, i de petits, Joan i el seu germà Josep, corrien jugant pels carrers del barri. Als seus versos trobem referències a les colles de brivalls o adolescents que pul·lulaven pel barri i pels defores de Reus, que llavors tenien un marcat regust rural, avui definitivament perdut. Al·lusions semblants es troben a diferents poesies del poeta reusenc Quim Besora, que de petit vivia prop seu i que formava part d'una altra colla de nanos, que sovint jugaven i s'estomacaven.
Va seguir uns estudis bàsics a l'Escola del Treball de Reus, on donaven formació professional. Va treballar en un taller de muntatge elèctric, i aviat es va sentir tocat per la música. Amb vint-i-un anys es desplaça a Barcelona per dedicar-se a la cançó. Musica poemes (especialment de Gabriel Ferrater) i fa algunes actuacions, però no arriba a enregistrar cap disc. En canvi, comença a treballar en una editorial i acaba decantant-se pel conreu de la poesia.
Ha publicat alguns llibres de versos (Passatge; Amaïla; Premi López Picó - Vila de Vallirana 1981; L'illa de l'ermità). És un poeta a qui plauen de vegades el ritme de les cançons (no debades va ser cantant) i la frescor de l'estil de Salvat-Papasseit. d'altres vegades les imatges oníriques, sovint surreals i misterioses, que recorden Lautréamont o Foix. L'illa de l'ermità és plena d'element confessionals on retrata el seu periple vital, i traeix també la influència de Pessoa.
A la mort de Miquel Escudero, l'any 1978, va rescatar providencialment bona part de l'obra inèdita d'aquest poeta, que sense la seva intervenció hauria desaparegut. El 1982, seguint el manuscrit inèdit que aquest autor abans de morir havia dipositat a la biblioteca del Centre de Lectura de Reus, va publicar en dos volums les millors poesies d'Escudero.